# Karol Bidzieński
Karol Bidzieński – działacz partyjny, radny Miejskiej Rady Narodowej, drugi przewodniczący prezydium Miejskiej Rady Narodowej Kłodzka w latach 1951–1952.

## Życiorys
Po 1945 znalazł się w Kłodzku, gdzie został członkiem Polskiej Partii Robotniczej, a po jej przekształceniu w grudniu 1948, Polskiej Zjednoczonej Partii Robotniczej. Zasiadał w strukturach miejskich obu ugrupowań politycznych.
W 1951 po odwołaniu Władysława Ciby został wybrany 1 października 1951 na przewodniczącego prezydium MRN w Kłodzku. Utrzymał się na tym stanowisku do 24 października 1952.